# Duosperma clarae
Duosperma clarae là một loài thực vật có hoa trong họ Ô rô. Loài này được Champl. mô tả khoa học đầu tiên năm 2005.